# フレンチ・スパニエル

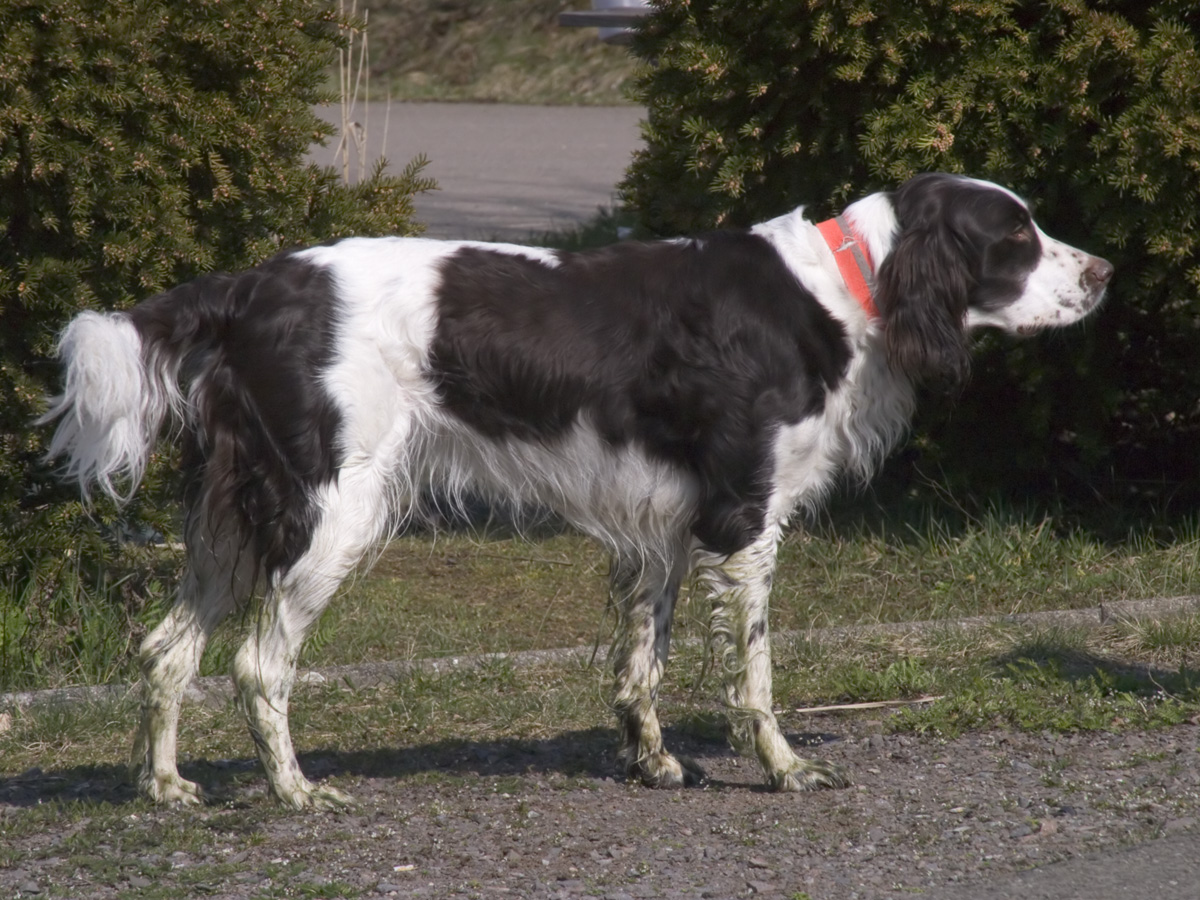
フレンチ・スパニエル

フレンチ・スパニエル（英：French Spaniel）は、フランス原産のスパニエル犬種のひとつである。別名はエパニョール・フランセ（仏：Épagneul Français）。

## 歴史
14世紀にはすでに犬種として存在していた。シャン・ド・オイセルという古いセッター犬種の子孫で、これとスパニエル系の犬種が交配されて固定され、誕生したといわれている。
スパニエル犬種だが、鳥猟を行う際に必要な犬の仕事を全て受け持つ。主人とペアになって狩りを行う。まず鳥のにおいを追跡し、発見すると主人の嗜好によりポインティングかセッティングを行う。セッティングを行わせる場合は主人がその犬が示す方向へ投網を行って狩猟が完了する。ポインティングを行わせる場合はより複雑な動作を行うことが求められる。主人はポイントを確認すると猟銃を構え、指示を出して茂みからフラッシング（追い出し）をさせて鳥を飛び立たせる。飛び立つと構えていた銃で撃ち落し、落ちてきた鳥を本種が回収して狩猟は完了する。
16世紀から18世紀までの間はフランスだけでなくヨーロッパ中で非常に人気が高かったが、19世紀にイングリッシュ・セッターが輸入されるようになると完全に取って代わられ、頭数が減少し絶滅寸前になった。しかし、絶滅の一歩手前で神父であるフォルニエ修道院長という人物が生き残った繁殖可能なフレンチ・スパニエルを全て集め、フランス国外のものも取り寄せてブリーディングが行われ、頭数を回復することができた。尚、生き残った繁殖可能なフレンチ・スパニエルはヨーロッパ中から集めたのにもかかわらず10頭以下しか見つからなかった。以後、頭数の増加とスタンダード（犬種基準）の安定のより、1996年7月にFCIに公認登録された。
現在は実猟犬としてよりも家庭犬として人気が上昇しており、フランスでは人気のある犬種のひとつに返り咲いている。しかし、まだフランス以外ではかつての人気を取り戻せていない。

## 特徴

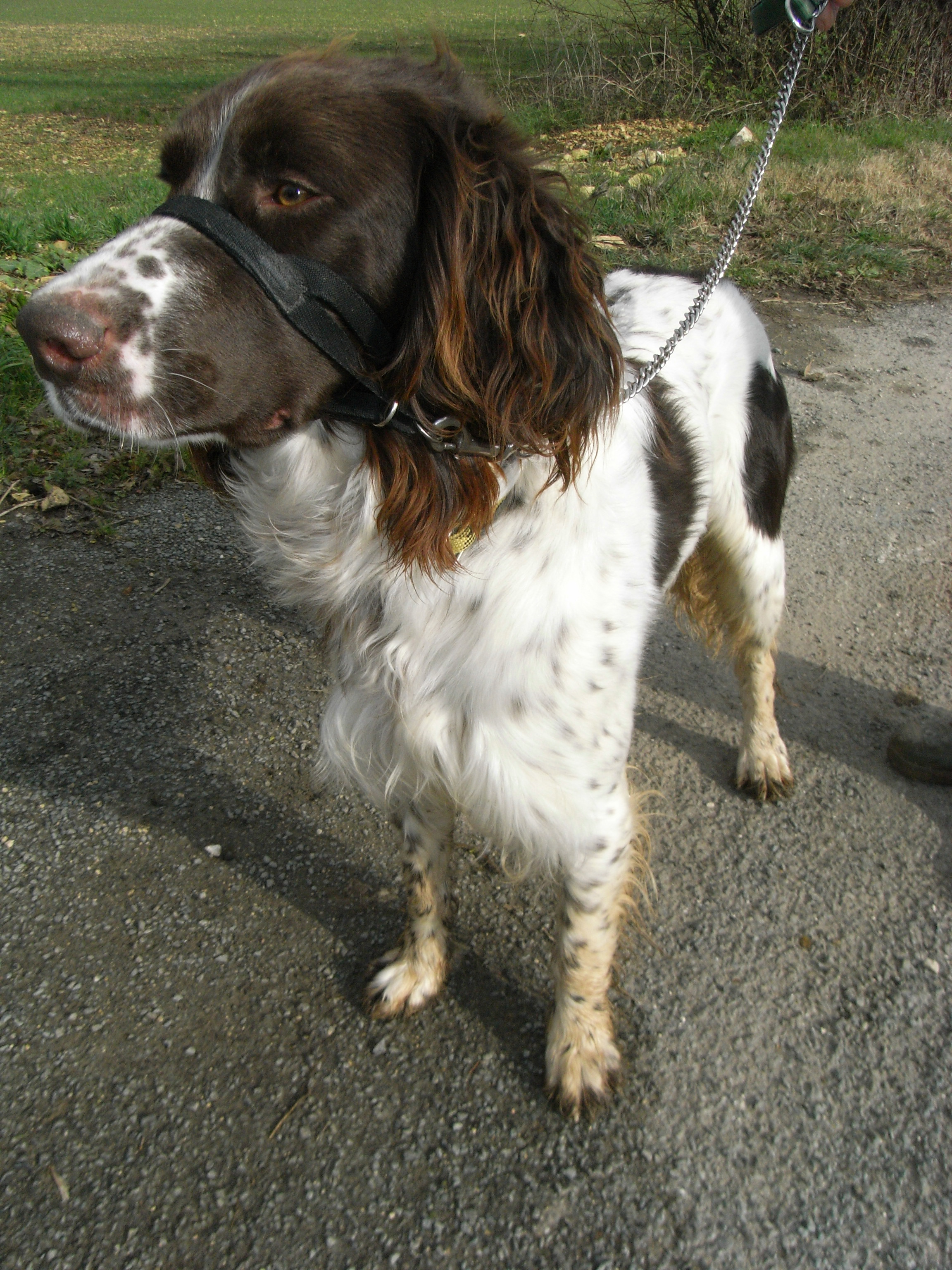
フレンチ・スパニエル

セッターとスパニエルの中間の姿をした犬種である。マズルは短めで先は丸く、鳥を傷つけずにしっかりと咥えるため、上唇が少し長い。頭部は小さめで、引き締まった体つきをしている。胴はやや長めである。耳は垂れ耳、尾は垂れ尾で、耳や尾には飾り毛がある。コートは厚いロングコートで、わずかにウエーブがかっていてやわらかい。二重構造になっていて、防水性や防寒性が高いつくりになっている。毛色はホワイトをベースとしてそれにレッド、ブラウン、レバーなどのいずれかの色の斑が入ったもの。体高53〜61cm、体重20〜27kgの中型犬で、性格は冷静で社会性が高く、繊細でやさしいが若干内向的である。しつけの飲み込みや状況判断力はよく、家族に対し非常に優しく友好的である。初対面の人や犬に対しては用心深く積極的になじもうとはしないが、主人家族の紹介があれば好意的に接することができる。家庭犬としての素質は高く、ペットとして飼うのに非常に向いた犬種である。運動量は普通で、かかりやすい病気は股関節形成不全や関節疾患などがある。